# Centrum Warenhaus

Logo der Centrum Warenhäuser

Centrum war eine Warenhauskette und Tochtergesellschaft der Handelsorganisation HO der DDR. Die Filialen befanden sich in Ober- und Mittelzentren der DDR und waren zumeist größer als die Konsument-Kaufhäuser der Konsum-Genossenschaft. Viele während des Bestehens der DDR errichtete Gebäude besaßen als gemeinsames Merkmal rasterartig ornamentierte Metallfassaden, die sich stilistisch an Hortenkacheln orientierten.

## Geschichte

Tasse aus dem Kaufhausrestaurant

Die ersten Centrum Warenhäuser entstanden ab 1965 in bereits bestehenden Kaufhausbauten, so in Chemnitz in den ehemaligen Kaufhäusern Schocken und Tietz, im Kaufhaus Hansa in Rostock und im HO-Warenhaus in Görlitz. In Dresden wurde der zum Altmarkt mit einem Eckbau ergänzte 1950er-Jahre Bau an der Ernst-Thälmann-Straße zum Centrum-Warenhaus umfirmiert.
Im August 1965 erfolgte der Spatenstich zur Errichtung des ersten Warenhausneubaus der Vereinigung Volkseigener Warenhäuser (VVW) Centrum in der Neustadt von Hoyerswerda.
Ab 1970 wurden Kaufhausneubauten im Stil der Klassischen Moderne geplant, die z. B. in Berlin am Alexanderplatz, in Dresden an der Prager Straße und in Magdeburg, Breiter Weg mit einer neuartigen Fassade aus Aluminiumelementen errichtet wurden. Dabei wurden auch Konstruktionen aus Stahlbeton verwendet, wie an statische Lastverläufe angepasste Decken (Dresden). Der Entwurf der Aluminiumfassade des Suhler Centrum stammte von Fritz Kühn. Das größte und modernste Centrum Warenhaus eröffnete im Jahr 1979 am Berliner Ostbahnhof.
Die experimentellen Metallfassaden stellten ein wiederkehrendes Element und Markenzeichen der Warenhauskette dar, ähnlich wie die Hortenkachel der früheren Horten AG in Westdeutschland – waren aber individuell für jeden Bau gestaltet.
1990 wurden die damals betriebenen 14 Centrum Warenhäuser durch Entscheidung der Treuhandanstalt unter den westdeutschen Kaufhausketten aufgeteilt: Karstadt sollte sechs, Kaufhof fünf und Hertie drei Standorte übernehmen. Trotz lokaler Initiativen für den Erhalt wurden die meisten Metallfassaden nicht unter Denkmalschutz gestellt und in der Regel von den neuen Eigentümern der Häuser ersetzt (Kaufhof, Berlin-Alexanderplatz) oder mit dem Gebäude abgerissen (Dresden, Prager Straße und Centrum Warenhaus Suhl). Die inzwischen denkmalgeschützten Gebäude in Hoyerswerda, Magdeburg, Neubrandenburg und Schwedt hingegen befinden sich äußerlich noch weitestgehend im Originalzustand.
Nach wirtschaftlichen Schwierigkeiten des Karstadt-Konzerns und des Galeria-Kaufhof-Konzerns sind die meisten der Kaufhäuser inzwischen geschlossen.

## Standorte

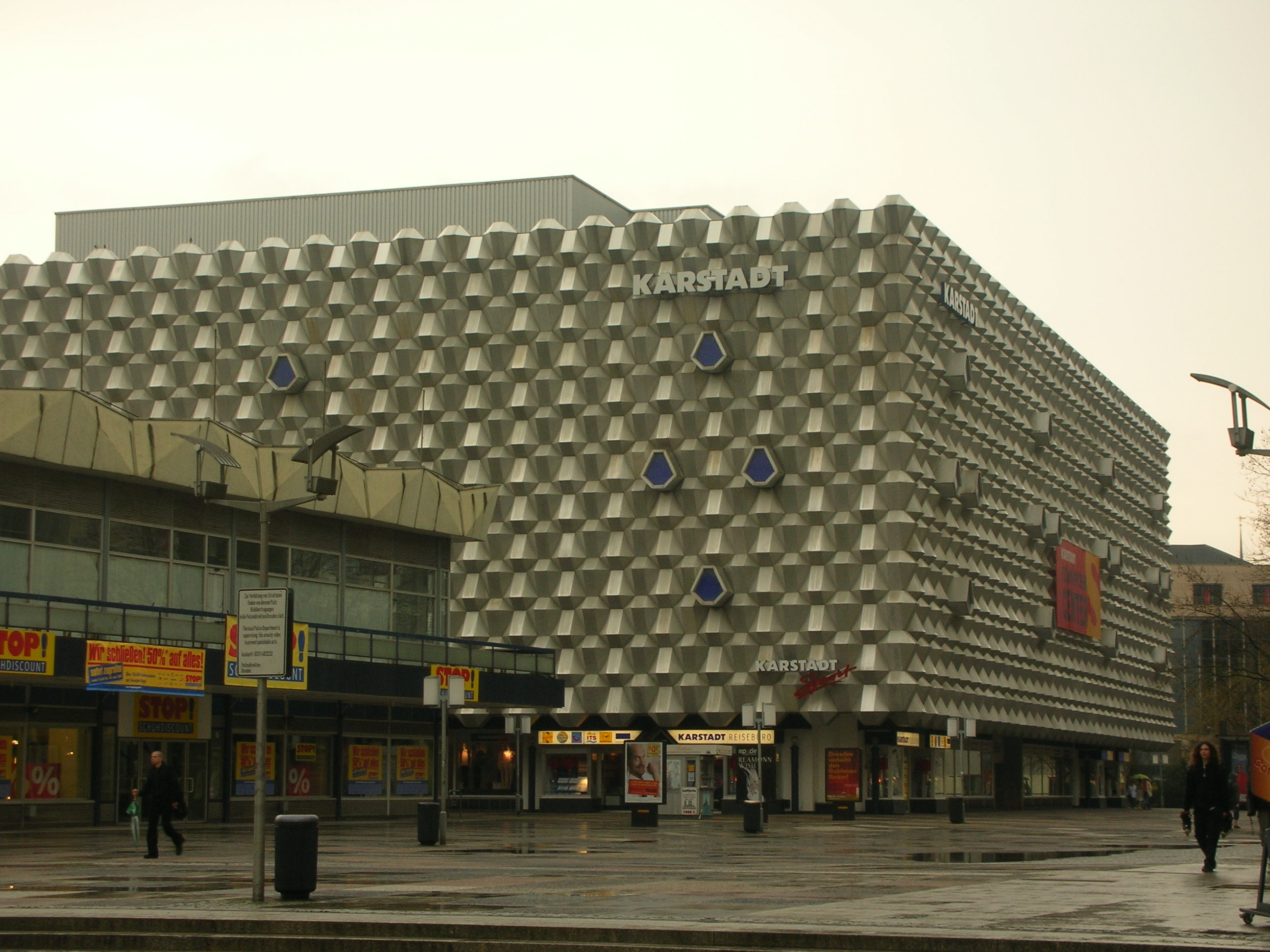
Ehemaliges Centrum Warenhaus Dresden, Prager Straße
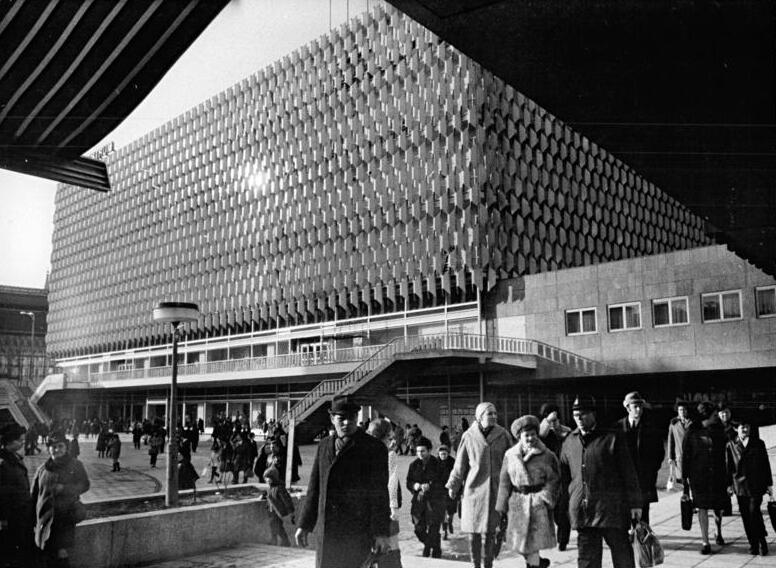
Ehemaliges Centrum Warenhaus am Berliner Alexanderplatz
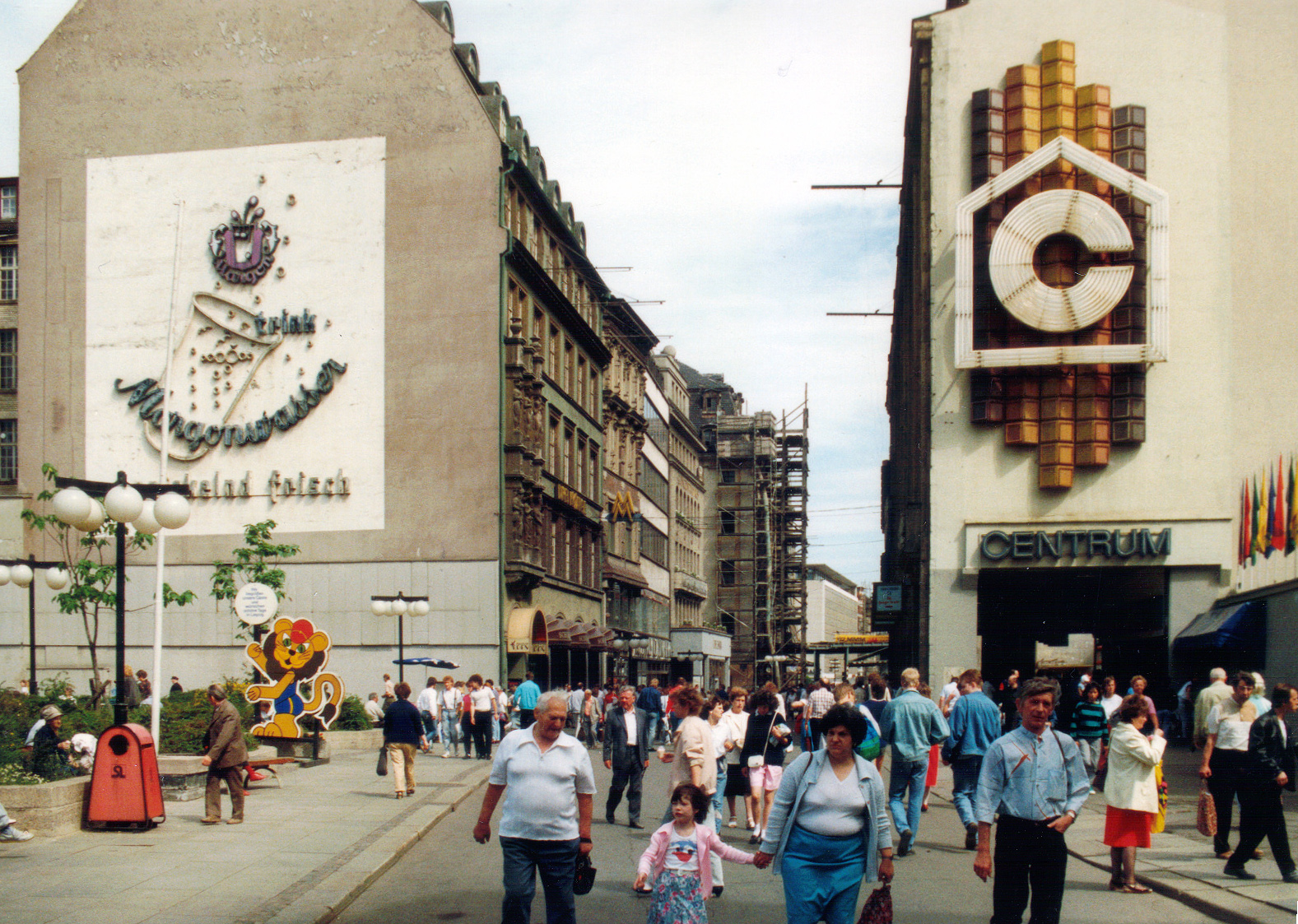
Leuchtreklame mit Centrum-Logo an der Filiale in Leipzig
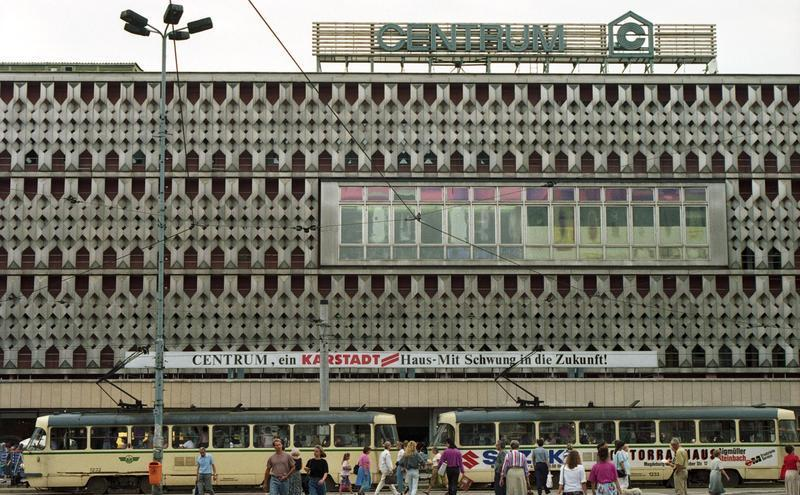
Centrum-Warenhaus in Magdeburg
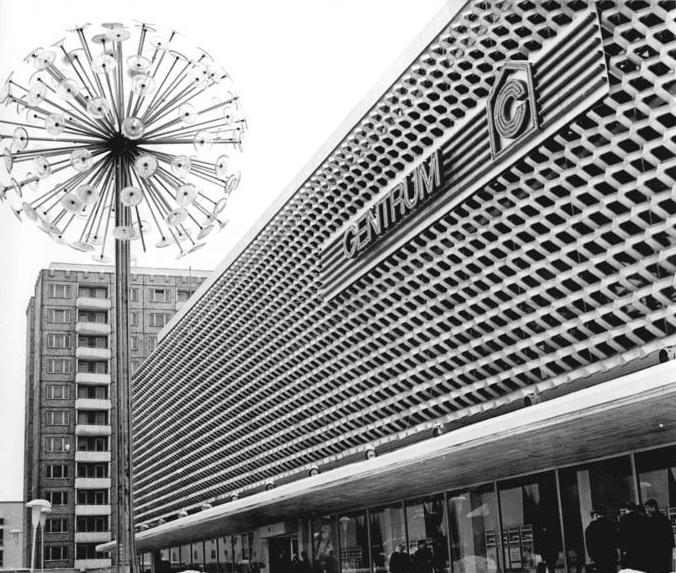
Centrum-Warenhaus in Suhl
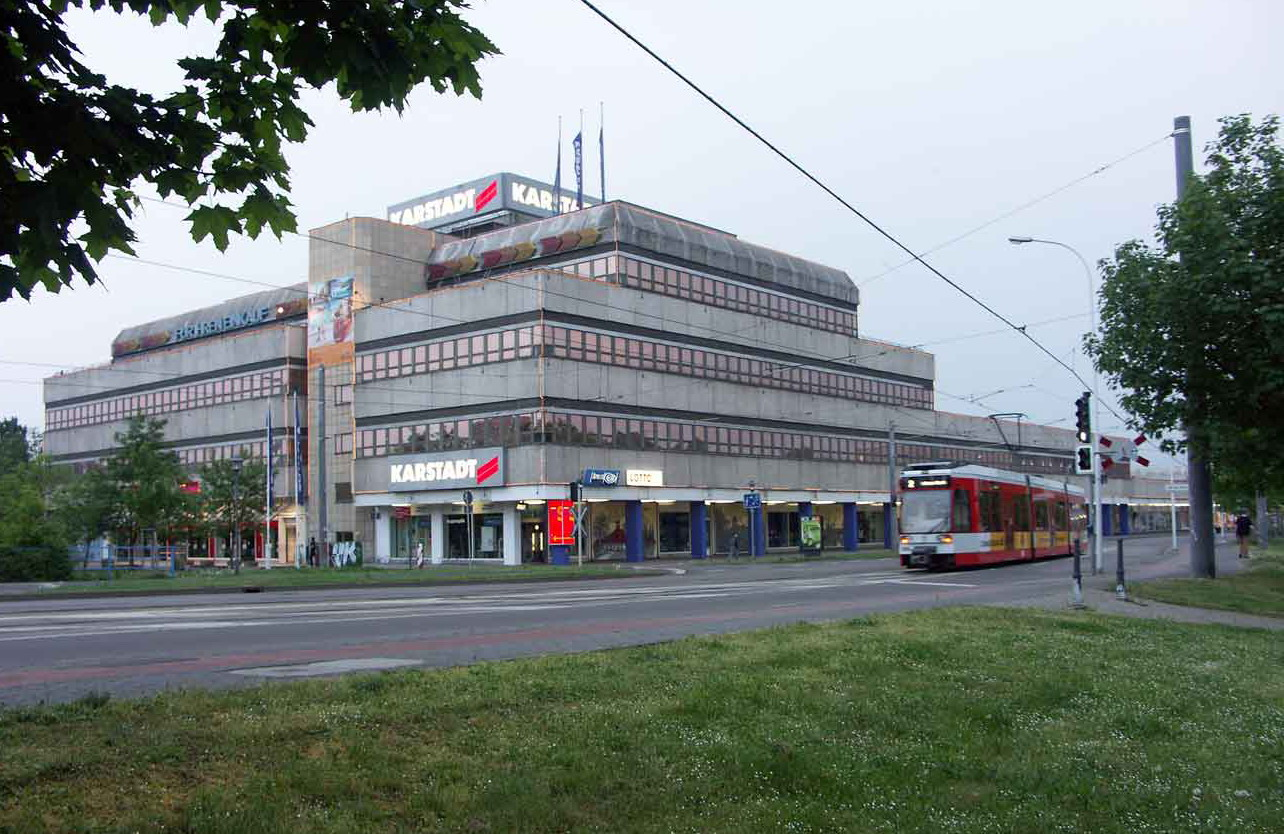
Ehemaliges Centrum-Warenhaus in Halle/Saale

- Berlin:
  - Centrum Warenhaus am Berliner Alexanderplatz, erbaut 1967–70 (Entwurf: Josef Kaiser), 1990 Übernahme durch Kaufhof, heute Galeria Kaufhof, wurde 2004/2005 umgebaut und vergrößert. Dabei wurde die charakteristische Waben-Fassade durch eine neue Sandsteinfassade ersetzt.
  - Centrum-Warenhaus am Ostbahnhof in Berlin-Friedrichshain. 1979 errichtet zur Versorgung für Nutzer des nahe gelegenen damaligen Ostberliner Hauptbahnhofes (heute: Ostbahnhof) und der umgebenden Neubauten. 1990 Übernahme durch Hertie, dann von Galeria Kaufhof übernommen. Die Schließung erfolgte 2017, gefolgt von einem Totalumbau zum Bürogebäude Up! Berlin.
- Dresden:
  - Warenhaus Dresden, Altmarkt: Erbaut 1955/56 der an der Nordwest-Ecke des Altmarktes, Ecke Wilsdruffer Straße am früheren Dresdner Woolworth-Standort. Nach Eröffnung des Neubaus an der Prager Straße wurde der Standort aufgegeben.
  - Warenhaus Dresden, Prager Straße: 1973 bis 1978 nach Entwürfen von Ferenc Simon und Ivan Fokvari errichtet. 1990 Übernahme durch Karstadt, nach Zusammenschluss mit Hertie 1994 Änderung der Pläne: Karstadt übernimmt den begonnenen Hertie-Neubau mit Änderungen, Hertie zieht in das ehemalige Centrum-Haus. Später nach Schließung des Hertie-Hauses (2004) abgerissen und durch Centrum-Galerie ersetzt.[2]
- Erfurt:
  - Kaufhaus am Anger: zwischen 1906 und 1908 als Kaufhaus Römischer Kaiser errichtet, später Tietz und dann Centrum. 1990 Übernahme durch Hertie, nach provisorischem Umbau später unter Karstadt-Regie Umbau zum Einkaufszentrum Anger 1 mit Karstadt-Warenhaus.
- Görlitz:
  - Kaufhaus Görlitz, als Kaufhaus zum Strauß am 30. September 1913 eröffnet. 1990 Übernahme durch Alteigentümer Karstadt (wie 1929–1945), Renovierung nach Denkmalschutzauflagen. 2004 ausgegliedert, 2005 Karstadt-Kompakt, anschließend zur Hertie GmbH ausgegliedert, 2009 geschlossen. 2013 Kauf durch Investor aus Lübeck, Neueröffnung geplant.
- Halle (Saale):
  - Warenhaus an der Mansfelder Straße von der Architektin Sigrid Schaller, eröffnet 1981. 1990 Übernahme durch Karstadt. 2007 geschlossen, danach teilweise für Ausstellungen und Kunstprojekte genutzt.[3] Beherbergt seit 2009 ein Möbelhaus, hierzu wurde die straßenseitige Fassade teilweise verkleidet.
- Hoyerswerda:
  - Kaufhaus im Stadtzentrum, erbaut 1965–68. 1990 Übernahme durch Karstadt, 2004 Karstadt-Schnäppchenmarkt, 2007 geschlossen, anschließend Aldi Nord. Äußerlich weitgehend im Originalzustand.[4] Steht unter Denkmalschutz.
- Karl-Marx-Stadt / Chemnitz:
  - Übernahme der ehemaligen Kaufhäuser Schocken und Tietz. 1990 Übernahme durch Karstadt, dann Kaufhof, 2001 Schließung beider Häuser nach Eröffnung des Neubaus Am Rathaus. Umbau des Tietz-Hauses zum Museum und Kulturkaufhaus DAStietz, des Schocken-Hauses zum Staatlichen Museum für Archäologie
- Leipzig:
  - Das 1914 von Theodor Althoff eröffnete Warenhaus Althoff, im Zweiten Weltkrieg stark beschädigt. 1990 Übernahme durch Alteigentümer Karstadt, 2005/06 Entkernung, Neuaufbau unter Erhalt der historischen Fassade und anschließende Neueröffnung. Schließung 2019.[5]
- Magdeburg:
  - GALERIA Magdeburg, Warenhaus am Breiten Weg: 1973 eröffnet, 1990 Übernahme durch Karstadt. Anschließend kompletter Umbau und Renovierung. Die Außenfassade steht seit 2012 unter Denkmalschutz.[6][7]
- Neubrandenburg:
  - Warenhaus an der Stargarder Straße, Ecke Turmstraße. 1957–60 nach Plänen von D. Barthel und H. Steindl erbaut. 1990 Übernahme durch Kaufhof, Schließung 2020. Denkmalschutz. 2024/25 Sanierung und Umbau geplant.[8]
- Rostock:
  - Warenhaus Lange Straße 29–31. Eröffnet am 14. August 1952 als Kaufhaus Hansa, ab 1965 Centrum, 1990 Übernahme durch Karstadt. Ab 1991 Kaufhof, 1998 Umbau zur Galeria Kaufhof.
- Schwedt/Oder:
  - Centrum Kaufhaus Schwedt: Eröffnung am 15. September 1972,[9] 1990 Übernahme durch Hertie. 1996 geschlossen und Umbau zum Einkaufszentrum Centrum Kaufhaus Schwedt / CKS[10]
- Suhl:
  - Warenhaus am Steinweg: 1966–1969 erbaut (von Heinz Luther (Kollektiv), Ulrich Möckel, Fritz Popp), Eröffnung 1969.[11] 1990 Übernahme durch Karstadt, 1991 durch Kaufhof. 2000 geschlossen. Umbau zum Einkaufszentrum ab Oktober 2006. Dabei wurde das Gebäude um zwei Geschosse zurückgebaut und um ein Parkhaus erweitert. Mit dem Teilabriss und Neubau verschwand die stadtbildprägende metallplastische Strukturfassade von Fritz Kühn ebenso wie die konstruktivistische Fächertreppe aus Stahlbeton und weitere Elemente der Kunst am Bau von Waldo Dörsch.[12] Nach Umbau Neueröffnung als EinkaufsCentrum Am Steinweg.[13]